# Jump blues
El jump blues fue un subgénero musical surgido del blues a finales de la década de 1930 en los Estados Unidos.
En aquellos años el sonido del blues se fue urbanizando en una mezcla de blues clásico con letras humorísticas y ritmos heredados del boogie-woogie. 
Louis Jordan y su banda se consideran los pioneros de este estilo, el cual tuvo mucha aceptación y al que llamaron jump blues.

## Breve historia
Estas bandas grababan desde blues más clásicos hasta baladas y piezas de música popular. En general, la guitarra eléctrica perdió su relevancia en favor de una mayor importancia del piano o del saxofón. Se trata de una música más bailable que el blues, podría decirse que más profunda que el swing y más intensa que el jazz.
Este estilo se popularizó sobre todo durante los años 40 y es un precursor del rock and roll.

## Artistas prominentes
- Louis Jordan (wiki en inglés).
- Tiny Bradshaw (wiki en inglés).
- Roy Brown (wiki en inglés).
- Wynonie Harris (wiki en inglés).
- Big Joe Turner (wiki en inglés).
- Jimmy Yancey (wiki en inglés).

- Datos: Q1515757